# Pocahontas (film fra 1910)
 For alternative betydninger, se Pocahontas (flertydig). (Se også artikler, som begynder med Pocahontas)
Pocahontas er en amerikansk stumfilm fra 1910.

## Medvirkende
- Anna Rosemond som Pocahontas
- George Barnes som John Smith
- Frank Hall Crane som John Rolfe